# Хапоель (Раанана)
«Хапоель» (Раанана) (івр. עמותת הפועל רעננה מחלקת כדורגל) — ізраїльський футбольний клуб з міста Раанана, що виступає в Прем'єр-лізі. Заснований в 1972 році. 

## Історія
Хапоель Раанана існував ще в 1950-60х роках, зокрема виступав у південному дивізіоні Лізі Бет (в даний час 4-та за рівнем ліга у чемпіонаті Ізраїлю) в сезоні 1951/52.
У 1972 році клуб був реорганізований, і саме ця дата вважається датою заснування клубу. В середині 1990-х клуб виступав у Лізі Гімель (нижча, 5-та за рівнем ліга). У 1995 році почалося сходження клубу, і у 1997 році клуб завоював путівку в Лігу Бет. А через рік і путівку в Лігу Алеф (в даний момент третя за рівнем в Ізраїлі). У сезоні 1998/99 команда стала чемпіоном Північного Дивізіону цієї ліги і заробила путівку в Лігу Арцит (була в той момент третьою за рівнем, зараз розформована). У сезоні 1999/00 команда посіла лише третє місце, а вже в наступному сезоні стала чемпіоном ліги і пробилась у Лігу Леуміт (другу по значимості).
У сезоні 2008/09 Хапоель (Раанана) вперше у своїй історії домігся виходу в Прем'єр-лігу. Щопрравда, через невідповідність домашнього стадіону регламенту Прем'єр-ліги, команда змушена грати домашні матчі в сусідньому місті.
У січні 2010 року уряд міста опублікував план на будівництво 7,5-тисячного стадіону для клубу.